# 12093 Chrimatthews
A 12093 Chrimatthews (ideiglenes jelöléssel 1998 HF99) a Naprendszer kisbolygóövében található aszteroida. A LINEAR projekt keretében fedezték fel 1998. április 21-én.